# Heliostibes
Heliostibes is een geslacht van vlinders van de familie sikkelmotten (Oecophoridae), uit de onderfamilie Oecophorinae.

## Soorten
- H. atychioides Butler, 1877
- H. barbarica Philpott, 1930
- H. bilineata Salmon, 1948
- H. callispora Meyrick, 1912
- H. chlorobela Meyrick, 1921
- H. electrica Meyrick, 1889
- H. gregalis Philpott, 1928
- H. illita Felder, 1875
- H. mathewi Zeller, 1874
- H. percnopa Meyrick, 1922
- H. vibratrix Meyrick, 1927